# Всеукраинский союз пролетарских писателей
ВУСПП (укр. Всеукраїнська спілка пролетарських письменників — Всеукраинский союз пролетарских писателей) — был организован в конце 1926.
Эта организация образовалась из членов распавшейся организации «Гарт (литературная организация)», не вошедших в ВАПЛИТЕ, а также из членов организации «Плуг», «Жовтень» и пролетарского писательского «Молодняка».
В состав этой организации входили: Иван Кулик, Ив. Микитенко, Владимир Сосюра, Николай Терещенко, Дмитрий Загул, Владимир Коряк, Василий Мысык, Яков Савченко, Л. Первомайский, Наталья Забила, Саввой Божко, Мыхайло Доленго, Олесь Донченко, А. Шмыгельський, Анатолий Шиян, В. Чечвянский, Б. Коваленко, Иван Ле, Олекса Кундзич, Николай Булатович, Яков Городской и др.
ВУСПП организовался на платформе интернациональной пролетарской литературы и борьбы с националистическими, мелкобуржуазными уклонами, после того как эти уклоны, в частности в ВАПЛИТЕ, были вскрыты и осуждены компартией.
Первый съезд ВУСПП, состоявшийся 25 января—28 января 1927, так формулировал свои задачи: «Первый съезд пролетарских писателей Украины, сознавая классовые задачи пролетарской лит-ры и огромную ответственность, которую возлагает пролетариат, выдвигает лозунг решительной борьбы за интернационально-классовый союз литературы Украины против мещанско-националистического, за волевое активное пролетарское мировоззрение в литературе против буржуазного пассеистичного, за социальную художественность против индивидуалистично-богемской».
Поставив себе эти задачи и организационно оформившись, ВУСПП в лице своих критиков начал вести упорную идейную борьбу главным образом с такими литературными организациями, как Вапліте, Марс, а также и с отдельными писателями, несогласными с тактикой или литературными взглядами членов ВУСПП. В работе этой уже окрепшей значительно организации наблюдались и наблюдаются часто случаи узкогрупповой нетерпимости, тенденциозно-группового освещения и оценки литературных явлений, а также и другие отрицательные явления. Имея в своих рядах писателей разных направлений, ВУСПП всё же пропагандирует как единственный стиль пролетариата — «пролетарский конструктивный реализм». ВУСПП входит в ВОАПП (Всесоюзное объединение ассоциации пролетарских писателей), имеет секции пролетарских литератур национальных меньшинств Украины — русскую и еврейскую, издающие на Украине журналы на своих языках («Красное слово», «Промет»). Кроме столичной харьковской организации ВУСПП имеет отделения и в других городах, выпускает два органа: ежемесячный журнал «Гарт» и двухнедельную «Літературну газету» (Киев). В 1931 в Союз входит часть писателей из Пролитфронта.